# تیبور تاتایی
تیبور تاتایی (انگلیسی: Tibor Tatai؛ زادهٔ ۴ اوت ۱۹۴۴) قایقران کانو اهل مجارستان بود.